# Impresiune
Tehnică folosită în cadrul ornamentației ceramicii. Prin procedul impresiunii se înțelege urma rămasă pe vasul ceramic în urma apăsării în mod direct în lutul moale cu ajutorul unui obiect (matrice). Se utilizează bucăți de lemn, scoici, os sau alte materiale.